# Massey Harris 744 D
Le Massey Harris 744 D est un tracteur agricole produit par Massey Harris en Grande-Bretagne.
Le tracteur est produit à plus de 16 600 exemplaires dans l'usine écossaise de Kilmarnock.

## Historique
En 1947, Massey Harris lance aux États-Unis la fabrication de son modèle 44, un tracteur puissant propulsé par un moteur Continental à essence. Ce même tracteur est également fabrique dans l'usine anglaise de Manchester sous la dénomination 744, le préfixe « 7 » indiquant une fabrication britannique. La motorisation essence se révélant mal adaptée au marché européen, Massey Harris lance, en 1948, un modèle différent équipé d'un moteur Perkins diesel à six cylindres. D'abord fabriqué à Manchester et nommé 744 PD (Perkins Diesel), sa production est transférée en 1949 dans la nouvelle usine écossaise de Kilmarnock et son nom devient 744 D.
Le 744 D cesse officiellement d'être produit en 1953, replacé par le 745 à moteur quatre cylindres, mais il semble que la demande pour le 744 D fasse qu'il continue d'être fabriqué, comme option du 745, jusqu'en 1958. Toutes versions confondues, le modèle européen 744 est produit à 16 606 exemplaires

## Caractéristiques

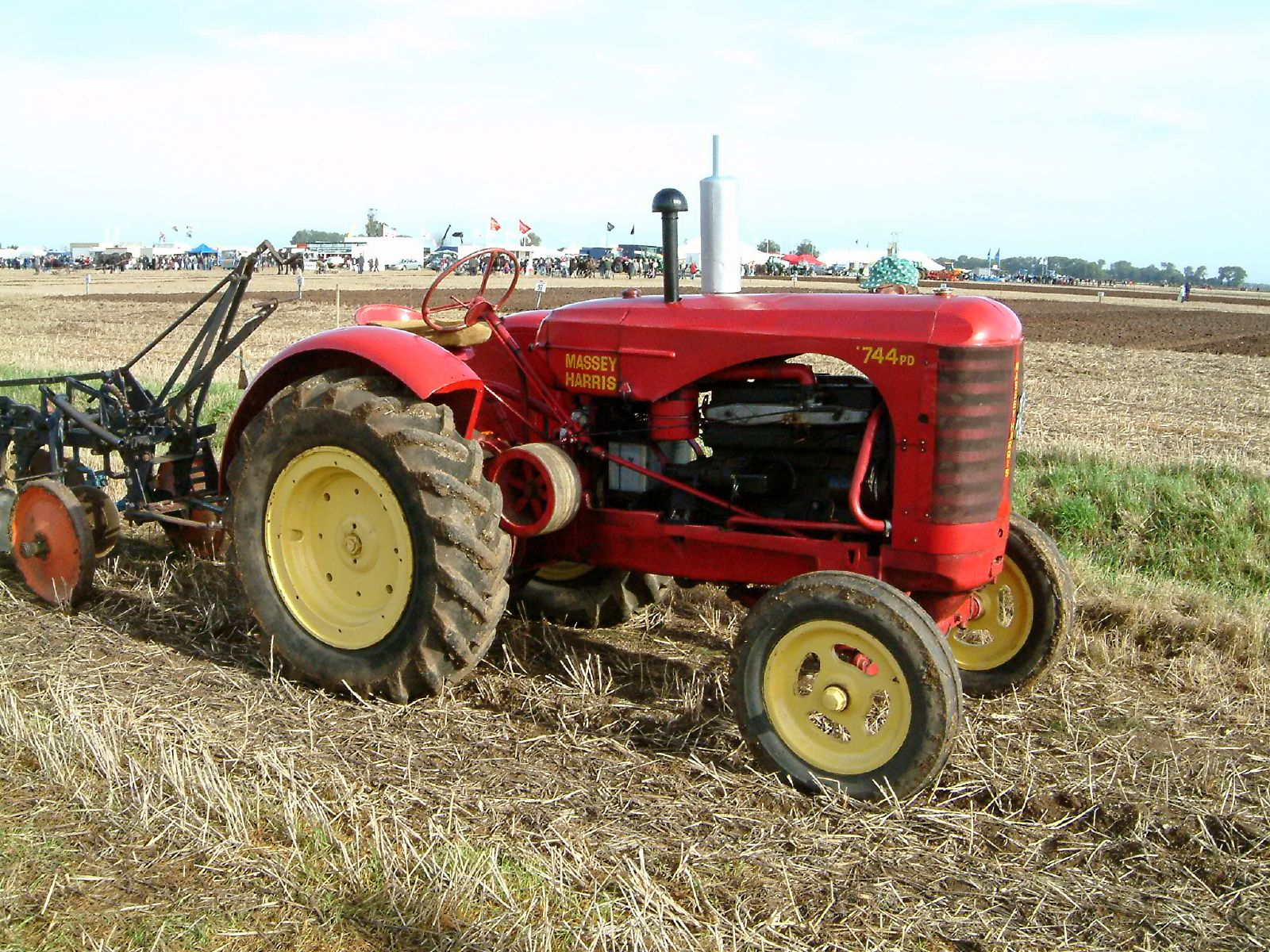
744 PD à roues avant en fonte.

Le Massey Harris 744 D est propulsé par un groupe fourni par Perkins. Il s'agit d'un moteur Diesel à six cylindres (alésage de 88,9 mm pour une course de 127 mm) en ligne possède une cylindrée totale de 4 700 cm3. Ce moteur largement éprouvé développe une puissance maximale de 46 ch DIN au régime de 1 300 tr/min.
La boîte de vitesses, extrêmement simple, ne possède que cinq rapports avant, non synchronisés, et un rapport arrière. La vitesse maximale du tracteur est de 19 km/h.
De série, le tracteur est livré avec une prise de force arrière tournant au régime normalisé de 540 tr/min, mais il ne dispose pas de dispositif d'attelage pour une remorque, qui est une option. Il n'y a pas non plus de relevage. La conduite du 744 D n'est pas très facile, notamment en raison d'une direction peu précise et d'un volant largement décentré à droite par rapport au siège.
Le tracteur, de série, est livré avec des voiles de roues avant en fonte coulée directement fixés sur les roulements, sans possibilité de démontage pour changer le pneu. Diverses options sont possibles, comme des roues avant jumelées, des voiles de roue démontables en tôle, des roues intégralement métalliques pour faire face à la pénurie de pneus dans les années suivant la Seconde Guerre mondiale et même une version semi-chenillée, bienvenue dans certains sols argileux ou tourbeux de l'Angleterre.
La masse à vide en ordre de marche du 744 D, en version de base, s'élève à 2 320 kg.